# Teopanizm
Teopanizm (gr. Theos - Bóg, pan - wszystko) – termin, użyty po raz pierwszy przez jezuitów, objaśniający hinduizm. Jezuici twierdzili, że teopanizm, w przeciwieństwie do panteizmu, uważa, że "Bóg stworzył wszystko", tzn. jest On prawdziwą duchową rzeczywistością, od której wszystko się wywodzi, od zawsze i na wieki. Panteizm bowiem postrzega świat jako początek ("wszystko jest Bogiem").
Teopanizm jest jednym z najczęściej się pojawiających systemów, dzięki którymi Hindusi mają wyobrażenie o Bogu i świecie.